# Andrei Korneev
Andrei Korneev (n. 10 ianuarie 1974, Omsk, RSFS Rusă, URSS – d. 2 mai 2014, Moscova, Rusia) a fost un înotător rus, medaliat olimpic. A participat la o ediție a Jocurilor Olimpice (1996) în care a câștigat o medalie de bronz.

## Participări
Lista de mai jos prezintă principalele competiții la care a participat Andrei Korneev de-a lungul carierei.
- swimming at the 1996 Summer Olympics – men's 200 metre breaststroke[*]